# Sophie Ellis-Bextor

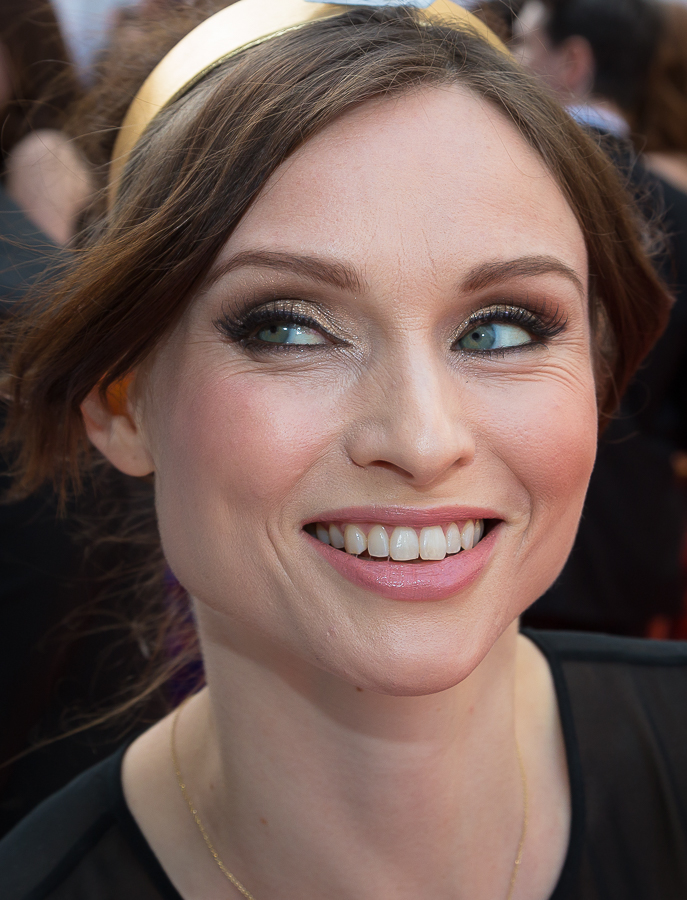
Sophie Ellis-Bextor (2015)

Sophie Michelle Ellis-Bextor (* 10. April 1979 in London) ist eine britische Singer-Songwriterin. Ihre Musik ist eine Mischung aus Pop, Dance und New Wave.

## Leben
Ellis-Bextor ist die Tochter von Janet Ellis (einer ehemaligen Moderatorin der BBC-Kinderserie Blue Peter) und Robin Bextor (eines preisgekrönten Regisseurs). Ihre Mutter verschaffte ihr bereits als Kind ihren ersten Fernsehauftritt.
Ellis-Bextor ist seit Juli 2005 mit Richard Jones – einem ehemaligen Musiker ihrer Band und nun Bassist der Band The Feeling – verheiratet und hat mit ihm fünf Söhne (* 2004, * 2009, * 2012, * 2015 und * 2019).

## Musikkarriere

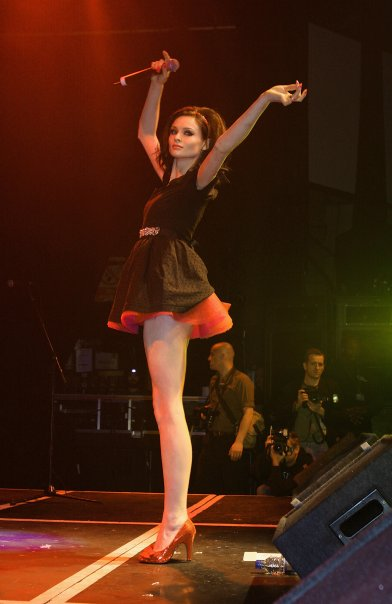
Ellis-Bextor bei einem Auftritt im Londoner „G-A-Y“-Club (2007)

Ellis-Bextor gibt als musikalische Vorbilder unter anderem Blondie, Prince, David Bowie und Goldfrapp an.

### 1997–2000: theaudience und Erfolg mitGroovejet
Ab Ende der 1990er-Jahre war Ellis-Bextor Sängerin der Band theaudience, mit der sie sich mehrmals in den britischen Charts platzieren konnte. Nach deren Auflösung arbeitete sie als Model, konzentrierte sich aber danach wieder auf die Musik und so entstand im Jahr 2000 in Zusammenarbeit mit dem italienischen DJ Spiller die Single Groovejet (If This Ain't Love), die im August 2000 an die Spitze der britischen Singlecharts stürmte.

### 2001–2003:Read My Lips
Danach gelang es Ellis-Bextor, sich eine erfolgreiche Solokarriere aufzubauen. Mit ihrer ersten Single Take Me Home (2001) – einer Coverversion des gleichnamigen 1979er-Hits von Cher – gelang ihr der Sprung auf Platz zwei der britischen Charts. Auch mit den beiden Nachfolge-Singles Murder on the Dancefloor und Get over You erreichte sie jeweils Platz zwei und drei der UK-Charts. Murder on the Dancefloor entwickelte sich 2002 auch zu einem internationalen Hit und platzierte sich unter anderem in den Top 20 der deutschen Single-Charts. Für ihr Debüt-Album Read My Lips arbeitete sie mit vielen Musikgrößen wie dem US-amerikanischen Musiker Moby, dem Blur-Bassisten Alex James oder dem ehemaligen New-Radicals-Sänger Gregg Alexander zusammen. Letzterer war auch ihr Haupt-Produzent und Co-Autor. Das Album wurde von Kritikern sehr gelobt. 2002 folgte daraufhin eine vierte Single namens Music Gets the Best of Me, die es bis auf Platz 14 der UK-Single-Charts schaffte. Parallel dazu startete sie ihre erste Tour, die sie auch zu vier Auftritten nach Deutschland führte.

### 2003–2004:Shoot from the Hip
Mit ihrem 2003 veröffentlichten zweiten Album Shoot from the Hip konnte Ellis-Bextor, trotz guter Kritiken, nicht an den kommerziellen Erfolg ihres Debüts anknüpfen. Die beiden ausgekoppelten Singles Mixed Up World und I Won't Change You erreichten dennoch die Top 10 der britischen Charts. In Deutschland konnten sich beide Singles hingegen nicht hoch in den Charts platzieren.

### 2004–2006: Pause
Nach der Geburt ihres ersten Sohnes am 23. April 2004 legte Ellis-Bextor eine längere Pause ein. Sie war lediglich unter dem Pseudonym Mademoiselle E.B. auf dem Club-Hit Circles (Just My Good Time) von Busface zu hören. Der Song erschien im März 2005 als Single, konnte sich aber nicht in den britischen Charts platzieren.

### 2007–2011:Trip The Light Fantastic
Anfang 2007 erschien mit Catch You die erste Single aus Ellis-Bextors drittem Album Trip the Light Fantastic. Die Single wurde nur im Vereinigten Königreich veröffentlicht und erreichte Platz 8 der Single-Charts. Die zweite Singleauskopplung Me and My Imagination war hingegen weitaus weniger erfolgreich und schaffte es lediglich auf Platz 23. Trip the Light Fantastic – veröffentlicht im Mai 2007 – erreichte Platz 7 der Charts für eine Woche. In Deutschland erschien Trip the Light Fantastic ebenfalls im selben Monat. Auch dieses Album wurde von den Kritikern positiv bewertet. Die dritte Single Today the Sun's on Us wurde im August 2007 erneut nur im Vereinigten Königreich veröffentlicht und erreichte Platz 64 in den UK Single-Charts. Die Trip the Light Fantastic Tour sollte im Herbst 2007 anlaufen, wurde allerdings auf Ende 2007 verschoben. Als sie ein Angebot bekam, mit Take That zu touren, verschob sich ihre eigene Tour erneut auf Anfang 2008. Ende 2007 erschien Today the Sun's on Us sogar in Deutschland. Anfang 2008 entschied man sich in Spanien mit If I Can't Dance eine vierte Single zu veröffentlichen, die dort kurzzeitig sehr erfolgreich war.

### 2011–2013:Make a Scene

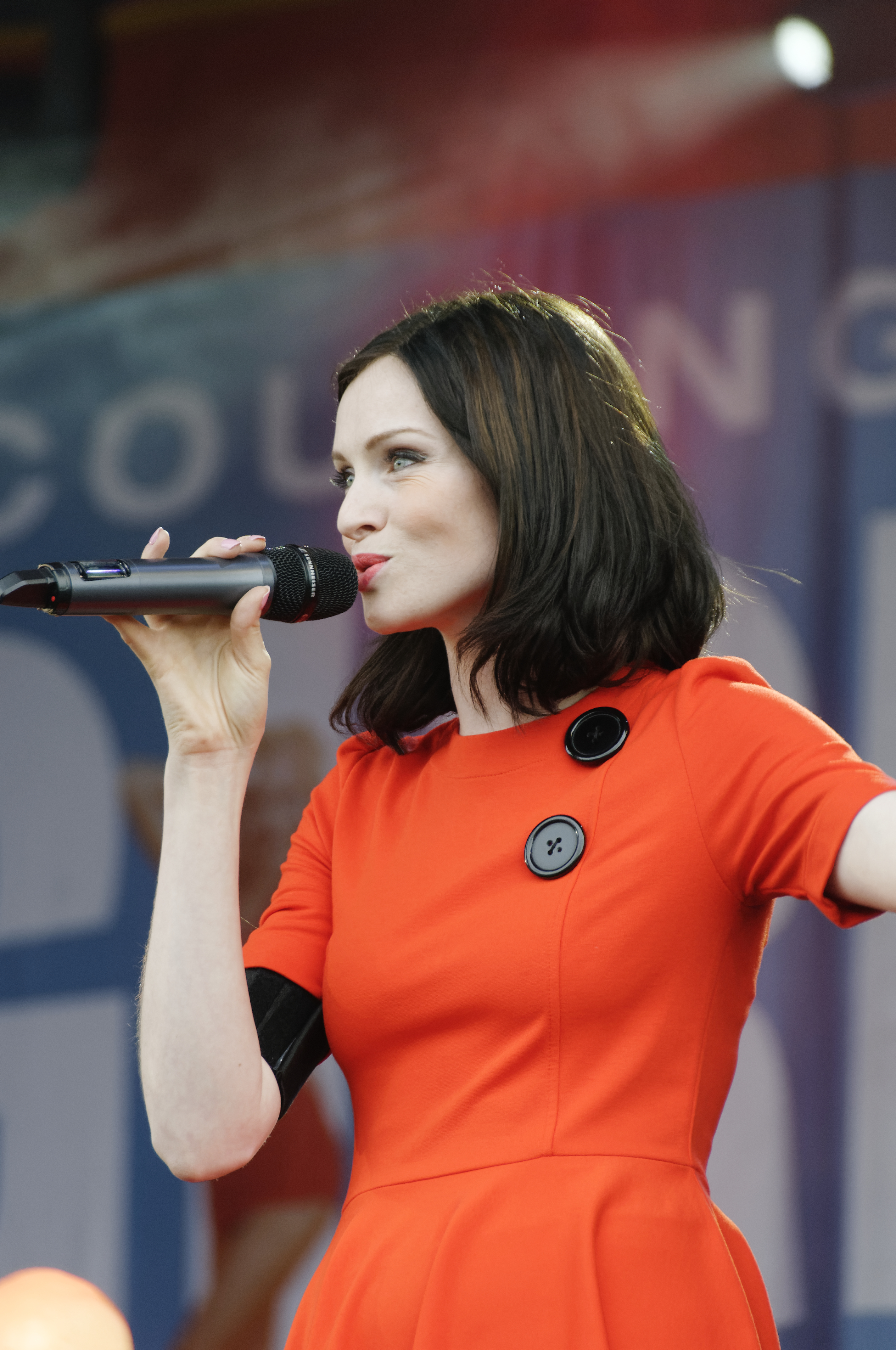
Sophie Ellis-Bextor (2011)

Nach Trip the Light Fantastic war lange Zeit ein Greatest-Hits-Album als Nachfolger im Gespräch, Ellis-Bextor bestätigte dies Ende 2007 auch auf ihrer offiziellen Website. Im April 2008 gab sie bekannt, dass sich ihre Pläne geändert hätten: Das Greatest-Hits-Album werde erst 2011 erscheinen, sie habe sich nun endgültig entschieden, zuerst ein viertes, neues Album zu veröffentlichen. Im Juni 2008 veröffentlichte sie auf MySpace mit Heartbreak (Make Me a Dancer) und Off & On zwei brandneue Songs. Beide waren im Gespräch, die erste Single des neuen Albums zu werden. Nach einiger Zeit wurde dies allerdings dementiert, da beide Songs nur als Promotion dienten.
Das vierte Album wurde daraufhin mehrere Male verschoben. Ende November gab Ellis-Bextor bekannt, dass sie zum zweiten Mal schwanger sei. Am 7. Februar 2009 brachte sie ihren zweiten Sohn zur Welt. Im Juni 2009 gab sie in einem Interview bekannt, dass das vierte Album zu drei Vierteln fertig sei, und sie, abgesehen von Heartbreak (Make Me a Dancer), an einem weiteren Song zusammen mit dem britischen DJ-Duo Freemasons arbeite. Im Dezember 2009 gab sie bekannt, dass das Album fertiggestellt sei.
Die erste Single Bittersweet erschien am 3. Mai 2010 im Vereinigten Königreich und erreichte dort Platz 25 der Singlecharts. Vorab war Ellis-Bextor in zahlreichen Radio-Stationen zu Gast und absolvierte auch mehrere Live-Auftritte im britischen Fernsehen. Das Album wurde zuerst mit Make a Scene betitelt und dann im März umbenannt. Der offizielle Titel lautete nun Straight to the Heart und erschien im Herbst 2010, davor eine zweite Singleauskopplung. Insgesamt 12 Songs sind auf der europäischen Version des Albums enthalten, die UK-Edition enthält erneut Bonustracks. Auf der Maxi-CD zu Bittersweet ist ein weiterer Song namens Sophia Loren enthalten, der Anfang 2009 ursprünglich die erste Single sein sollte. Bittersweet entstand erneut in Zusammenarbeit mit Freemasons. Außerdem veröffentlichte sie im Mai 2010 den Song Can't Fight This Feeling im Duett mit dem französischen DJ Junior Caldera. Dieser Song wurde aber Bestandteil des neuen Albums von Junior Caldera und erschien nicht auf Make A Scene. Der 2008 im Internet aufgetauchte Song Off & On ist ebenfalls auf dem neuen Album enthalten, sowie ein Song namens Revolution. Off & On war im Gespräch, die zweite Single zu werden, was sie aber erst nachträglich revidierte. Die zweite Single des Albums war Not Giving Up on Love, eine Kollaboration mit dem niederländischen DJ Armin Van Buuren und wurde am 20. August 2010 veröffentlicht. Danach wurde das Album erneut verschoben. Außerdem wurde Ende 2010 bekannt, dass Can't Fight This Feeling doch auf Make A Scene erscheinen wird. Im Juni 2011 erschien die vierte Auskopplung Starlight. Im Juli 2011 wurde Make A Scene veröffentlicht, das jedoch in den britischen Charts nicht auf die vorderen Plätze gelangte. Aufgrund des Misserfolges beendete ihr Plattenlabel Universal den Vertrag.

### 2013–2014:Wanderlust

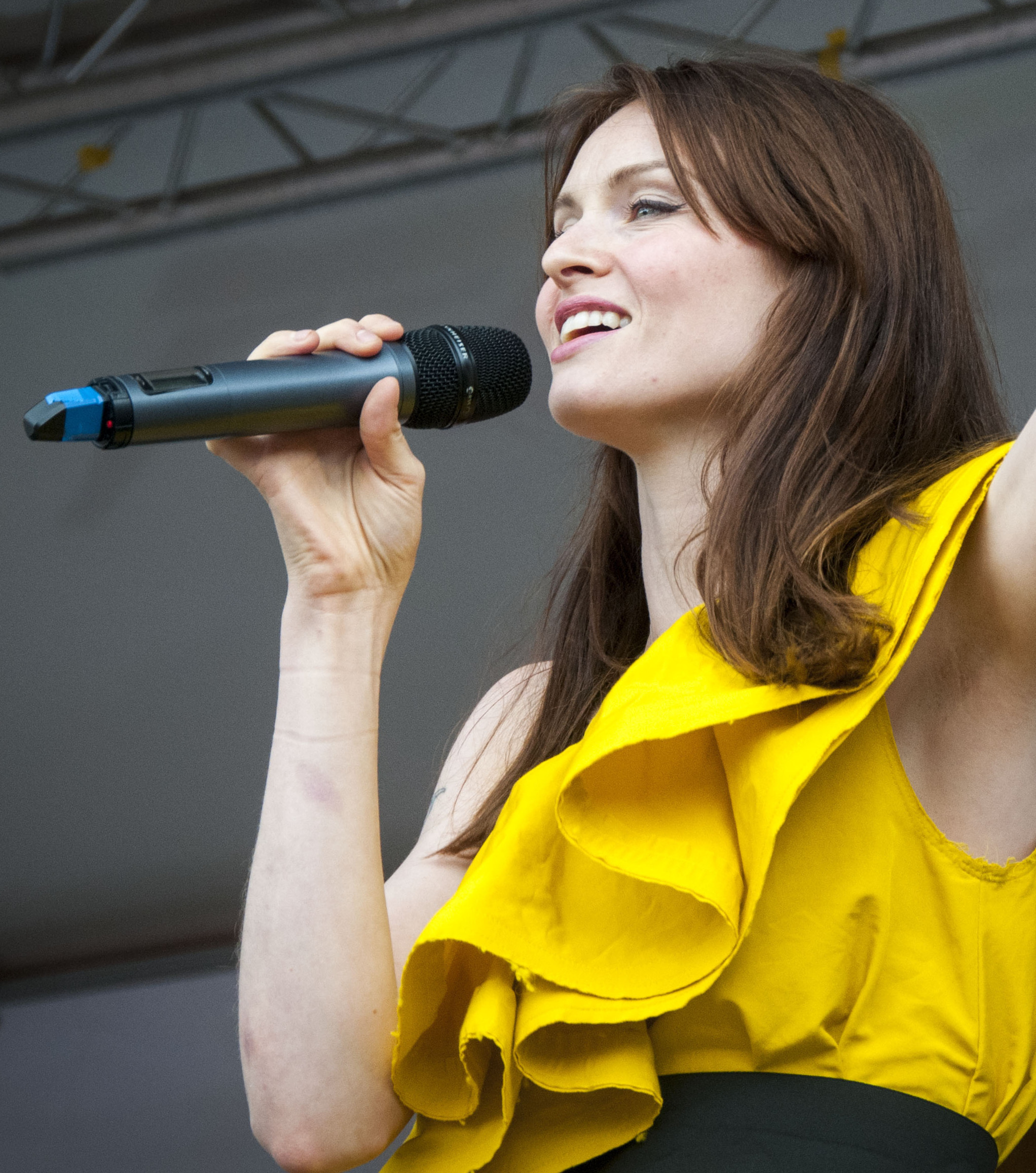
Ellis-Bextor bei einem Auftritt in Leeds (2013)

2013 erschien die erste Auskopplung Young Blood für Ellis-Bextors fünftes Studioalbum Wanderlust, das im Januar 2014 erschien. Mit Wanderlust erreichte sie erstmals wieder einen kommerziellen Erfolg.
2014 folgten mit Runaway Daydreamer, Love is a Camera und The Deer and the Wolf weitere Singleauskopplungen. Außerdem ging sie im gleichen Jahr auf die Wanderlust-Tour, die sie durchs Vereinigte Königreich führte. Wanderlust erreichte Platz vier der UK-Album-Charts.

### 2014–2016:Familia
Am 28. Januar 2015 gab Sophie Ellis-Bextor via Instagram bekannt, an ihrem sechsten Studioalbum zu arbeiten. Dieses erschien am 2. September 2016. Als Singles wurden Come with Us, Crystallise,Wild Forever und Death of Love ausgekoppelt. Keine der Singles konnte sich in den Charts platzieren. Das Album erreichte Platz 12 der UK-Album-Charts. Ebenfalls begab sie sich von 2016 bis 2017 auf die Familia-Tour, die sie durch England führte.

### 2017–2019:The Song Diaries
Im November 2017 gab Ellis-Bextor bekannt, an ihrer ersten Greatest-Hits-Platte zu arbeiten. Im Februar 2018 verkündete sie den Albumtitel, welcher The Song Diaries heißt. Außerdem gab sie bekannt, dass ihre Hits mit einem Orchester eingespielt werden. Im August 2018 erschien mit Love is You die erste Single. Im November 2018 wurden die Orchesterversionen von Take Me Home, Murder on The Dancefloor und A Pessimist is Never Disappointed als Singles ausgekoppelt. Ebenfalls erschien im November ein Musikvideo zu Take Me Home als Orchester-Disco-Version. Das Album erschien am 15. März 2019 und erreichte Platz 14 der UK-Album-Charts. Im Juni 2019 ging sie auf Tour mit ihrer Band, um das Album zu promoten. Im Sommer des gleichen Jahres unterstützte sie Kylie Minogue auf ihrer Summer 2019-Tour.

### 2020–2023:Songs from the Kitchen Disco
Während des Lockdowns der CoViD19-Pandemie streamte Ellis-Bextor wöchentlich eine „Kitchen Disco“, in welcher sie selbst sowie ihre Familie live bei Instagram zu sehen waren. Ab Juni 2020 startete Ellis-Bextor ebenso einen wöchentlichen Podcast mit dem Titel Spinning Plates with Sophie Ellis-Bextor, in welchem sie beruflich tätige Mütter interviewte. Als Gäste traten u. a. Fearne Cotton, Caitlin Moran, Myleene Klass, Róisin Murphy sowie ihre eigene Mutter Janet Ellis auf.
Am 16. Juli 2020 kündigte Ellis-Bextor die Veröffentlichung eines Greatest Hits Albums unter dem Namen Songs from the Kitchen Disco an. Dem Album ging die Veröffentlichung der Single "Crying at the Discoteque" voraus, eine Coverversion des Alcazar-Songs, den sie auch bei ihren Lockdown-Konzerten im September 2020 gespielt hatte. Sie performte die Single um den Jahreswechsel bei ihrem Auftritt in der Graham-Norton-Show, einer britischen Comedy-/Unterhaltungsshow des irischen Fernsehmoderators und Schauspielers Graham Norton.
Im Juli 2022 veröffentlichte die Sängerin eine neue Single, „Hypnotized“, eine Zusammenarbeit mit dem Elektronikkünstler Wuh Oh.
Im November 2022 wurde ihr Live-Album Kitchen Disco – Live at the London Palladium veröffentlicht.

## Auszeichnungen
- 2000
  - Ericsson Musik Awards 2000 in den Kategorien Best Single und Best Ibiza Tune jeweils für Groovejet (If This Ain’t Love)
- 2002
  - UK Showbusiness Awards 2002 in der Kategorie Recording Artist Of The Year
  - National Music Awards 2002 in der Kategorie Best Female Vocal Performance
- 2003
  - Edison Music Awards 2003 in der Kategorie The Best Dance Album für Read My Lips

## Diskografie
Studioalben

| Jahr | Titel                    | Höchstplatzierung, Gesamtwochen, AuszeichnungChartplatzierungen (Jahr, Titel, Platzierungen, Wochen, Auszeichnungen, Anmerkungen) | Höchstplatzierung, Gesamtwochen, AuszeichnungChartplatzierungen (Jahr, Titel, Platzierungen, Wochen, Auszeichnungen, Anmerkungen) | Höchstplatzierung, Gesamtwochen, AuszeichnungChartplatzierungen (Jahr, Titel, Platzierungen, Wochen, Auszeichnungen, Anmerkungen) | Höchstplatzierung, Gesamtwochen, AuszeichnungChartplatzierungen (Jahr, Titel, Platzierungen, Wochen, Auszeichnungen, Anmerkungen) | Höchstplatzierung, Gesamtwochen, AuszeichnungChartplatzierungen (Jahr, Titel, Platzierungen, Wochen, Auszeichnungen, Anmerkungen) | Anmerkungen                             |
| Jahr | Titel                    | DE | AT | CH | UK | US | Anmerkungen                             |
| ---- | ------------------------ | --- | --- | --- | --- | --- | --------------------------------------- |
| 2001 | Read My Lips             | DE10 (8 Wo.)DE | AT18 (11 Wo.)AT | CH26 (24 Wo.)CH | UK2 ×2Doppelplatin · (44 Wo.)UK                                                                                                   | — | Erstveröffentlichung: 3. September 2001 |
| 2003 | Shoot from the Hip       | DE84 (2 Wo.)DE | — | CH35 (3 Wo.)CH | UK19 Silber · (2 Wo.)UK | — | Erstveröffentlichung: 27. Oktober 2003  |
| 2007 | Trip the Light Fantastic | DE87 (1 Wo.)DE | — | CH28 (4 Wo.)CH | UK7 (3 Wo.)UK | — | Erstveröffentlichung: 21. Mai 2007      |
| 2011 | Make a Scene             | — | — | — | UK33 (1 Wo.)UK | — | Erstveröffentlichung: 12. Juni 2011     |
| 2014 | Wanderlust               | — | — | — | UK4 Silber · (16 Wo.)UK | — | Erstveröffentlichung: 20. Januar 2014   |
| 2016 | Familia                  | — | — | — | UK12 (2 Wo.)UK | — | Erstveröffentlichung: 2. September 2016 |
| 2023 | Hana                     | — | — | — | UK8 (1 Wo.)UK | — | Erstveröffentlichung: 2. Juni 2023      |

## Videoalben
- 2002: Watch My Lips

## Filmografie
- 2008: The Town That Boars Me
- 2020: The Masked Singer (Teilnehmerin Staffel 2, zwölfter Platz)